# Sestao River Club
El Sestao River Club es un club de fútbol español, de la ciudad de Sestao en Vizcaya. Fue fundado el 4 de septiembre de 1996 a partir del desaparecido Sestao Sport Club, histórico club nacido en 1916 y desaparecido en 1996, del que es su sucesor, pues mantiene los mismos colores tradicionales, verde y negro, y también ejerce como local en el campo municipal de Las Llanas. Actualmente milita en la Primera Federación. Tiene como lema: Algo más que el orgullo de un pueblo.
Ha sido campeón de grupo en una ocasión en la Segunda División B en la temporada 2013-14 y en dos ocasiones en la Tercera División  en las temporadas 2003-04 y 2005-06.

## Historia

### Antecedentes: el Sestao Sport (1916-1996)
Situada a escasa distancia del núcleo de Bilbao, la localidad de Sestao era a finales del siglo XIX un importante centro metalúrgico con sede de varias empresas del acero. En 1912 comparte con la vecina Baracaldo la instalación de los Altos Hornos de Vizcaya y el municipio experimenta un fuerte crecimiento que se ve refrendado en 1915 con el Astillero La Naval. Los éxitos del club de la capital, el Athletic Club, no pasan desapercibidos y entre la juventud local surge el ansia de crear una sociedad que albergue la práctica del fútbol y otros deportes con el espíritu de competir y fomentar la higiene y la salud. Fruto de esta inquietud se crea en 1916 el Sestao Sport Club, una sociedad multideportiva en la que destaca el fútbol, el cual debuta en el campeonato de infantiles del Athletic Club y otros como el ciclismo, el deporte autóctono del remo y el atletismo.
Con su característica camisa verdinegra y pantalón negro, el Sestao S.C. empieza desde el complejo deportivo de Las Llanas a destacar en los campeonatos vizcaínos y tras conquistar las series C y B, asciende al primer escalafón deportivo situándose entre los grandes de Primera Categoría Serie A a principios de los años veinte, iniciando un camino que le llevará a militar futuramente treinta y una temporadas en Tercera División, diez en Segunda División B y diecisiete en Segunda División A.
En 1992 se transforma en sociedad anónima deportiva, compitiendo en la categoría de plata y adoptando el nombre de Sestao Sport Club, SAD, paso tras el cual iniciará un camino descendente que le lleva a perder la categoría, pasar por Segunda B, ascender a Segunda División A nuevamente y descender a Segunda B al término de la campaña 95/96. Ante tan delicada situación, extrema y crítica, con una deuda acumulada de 137 millones de pesetas el club recurre a entidades como el Ayuntamiento, empresarios de la localidad y demás, con la esperanza de tapar el gran agujero formado en su caja. Ante la imposibilidad de encontrar un mecenas que se preste a tal labor, sin apoyo de las instituciones públicas y en medio de una crisis propia de la sociedad sestaoarra, pues ese mismo año se cierran los Altos Hornos de Vizcaya, el club es descendido administrativamente a Tercera División por impago a jugadores, disuelve la SAD y, lamentablemente, desaparece tras ochenta años de historia.

### Nacimiento del River (1996-2000)
El Sestao River Club nace en el verano de 1996 tras la desaparición del mítico Sestao Sport Club, eligiendo oportunamente el nombre de River, apelativo con el que fuera conocida la anterior entidad de forma extraoficial por todos sus aficionados. Tras anunciarse el 27 de junio la declaración de quiebra técnica por el consejo de administración del Sestao S.C., el martes 2 de julio se realiza la última asamblea de socios para intentar salvar la entidad de la desaparición. Con 24 millones de pesetas acumuladas de deuda debidas a exjugadores, se llega a la fatídica fecha del 1 de agosto en que no se presentan a la RFEF los avales necesarios para cumplir con sus obligaciones contraídas con los jugadores acompañado por la denuncia de parte de sus jugadores ante la falta de cobro, consumándose el descenso a Tercera División.
Ante esta situación, un grupo de exdirigentes y socios deciden partir desde cero, y el 10 de julio se anuncia la intención de crear un club nuevo denominado Sestao Club de Fútbol. Finalmente, el 4 de septiembre se anuncia que será Sestao River Club el nombre elegido. Con un presupuesto de cuatro millones de pesetas y con Luis María Boada Altuna como presidente del novel club sestaoarra, el equipo comenzará a competir en la categoría más baja, es decir, desde Segunda Regional Vizcaína bajo las órdenes de Melchor Maixi. El Sestao River Club fue escalando divisiones temporada a temporada hasta ascender en la campaña 1998/99 con Iñaki Zurimendi como entrenador a Tercera División, encadenando tres ascensos de manera consecutiva. En esta categoría, más acorde a las necesidades del club, anduvo estancado durante algunos años, pues siendo la verdadera pretensión y objetivo del club verdinegro subir a Segunda División B, ésta se le resistió en los primeros envites. Así pues, en su primera temporada en Tercera División 1999/00, queda sexto clasificado cercano a las plazas de Promoción de Ascenso.

### Primeros años (2000-2010)
En la temporada 2000/01 queda tercero en Liga y ahora sí accede a la Liguilla. En ella es claro favorito junto al Logroñés CF, pero éste consigue más puntos y asciende. Últimos serán el CF Figueruelas y CD Bezana. En la temporada siguiente, 2001/02, se refuerza la plantilla para intentar ir con más garantías a la Liguilla. En el campeonato regular es subcampeón, a seis puntos de la SD Lemona, pero en la Promoción la SD Noja se le anticipa y al final desanimado concluye segundo. Detrás quedarán CD Zuera y UCD Burladés.
En la temporada 2002/03 retrocede puestos en la clasificación, quedando imposibilitado para luchar por el ascenso, objetivo que sí alcanza en la siguiente edición 2003/04, con José Carlos Garaizar Dorado como presidente y Carlos Pouso como técnico, cuando queda Campeón por primera vez de Tercera División. En las eliminatorias por el ascenso, nuevo sistema instaurado desde esa campaña, se enfrenta en primera instancia al Club Haro Deportivo, con el que empata 1-1 en la localidad riojana y derrota por 1-0 en Las Llanas. En la segunda y final eliminatoria se deshace del CD Tropezón, venciendo en la pedanía de Tanos en Torrelavega por 0-1 y empatando 1-1 en Las Llanas, resultados que le sirven para ascender de categoría.
El retorno de un equipo de la ciudad a Segunda División B es ampliamente celebrado por la afición local, debutando el Sestao River Club en la temporada 2004/05. Pero la plantilla, pese a un buen inicio de campaña, resulta insuficiente para afrontar la categoría, realizando una pésima segunda vuelta en la que tan solo es capaz de hacer nueve puntos, quedando al final en el decimonoveno puesto y retornando a la categoría de donde procedía apenas un año antes.
De nuevo en Tercera División, la entidad sestaoarra se propone volver lo antes posible a la categoría perdida, reforzando el equipo en sus partes más débiles. Este buen trabajo se ve refrendado al obtener el primer puesto y quedar Campeón del grupo vasco, con un fútbol espectacular que le hace llegar a los noventa puntos y perder solo cuatro encuentros. En las eliminatorias de ascenso va a por todas y el primer rival, la AD Sabiñánigo, sucumbe en casa 1-4 y empata 1-1 en Las Llanas, cayendo eliminado por los verdinegros. En la segunda eliminatoria la cosa está mucho más reñida y el rival, el Peña Sport FC, ofrece una gran resistencia al empatar 2-2 en la localidad navarra de Tafalla y 0-0 en Sestao, valiéndole el valor doble de los goles fuera de casa el ascenso al club verdinegro. Con estos resultados, el Sestao River Club desea empezar una época de éxitos en Segunda B que le lleven en un futuro próximo a aspirar a conseguir cotas mayores, siendo la Segunda División A el nuevo objetivo del club. En la temporada 06/07, tras un gran torneo en el que se piensa en conseguir acceder a los puestos de Promoción queda finalmente quinto, empatado a puntos con el Palencia CF y el Real Unión de Irún, quienes sí promocionan en lugar de los vizcaínos.
En las siguientes comparecencias en la categoría de bronce el conjunto verdinegro parece perder algo de fuelle y sus clasificaciones finales le conducen a la zona meridional de la tabla clasificatoria, siendo muy apurada su estancia a lo largo de la campaña 08/09 con un decimoquinto puesto con Luis Alfonso del Barrio de entrenador. Confirmando las peores expectativas, la campaña 09/10 es muy discreta en cuanto a resultados cosechando once victorias y once empates. El conjunto sestaotarra baila al filo de la navaja durante todo el torneo y al final desciende a Tercera División quedándose a tan solo un punto de la permanencia.

### Consolidación en Segunda B (2010-2016)
Con unos retoques en su plantilla, en la temporada 2010/11 se aúpa al tercer puesto en el grupo vasco entrenados por Carlos Docando consiguiendo entrar en una Promoción donde se impone uno a uno a todos sus rivales, superando a: CD Tenerife B: 0-1 en la ida y 2-0 en Las Llanas; Las Palmas Atlético: 1-0 en casa y derrota por 3-2 en la capital grancanaria; y el CF Montañesa: 2-1 en casa y empate 2-2 en Barcelona, consiguiendo el ascenso de nuevo a Segunda División B. La edición 11/12 es tranquila y con una plantilla ajustada a la categoría no se pasan excesivos problemas para mantenerse, consiguiendo finalmente la décima plaza.
En el verano de 2012, Alberto Lozano Ibarra "Martxi", quien fuera alcalde de Sestao desde 2003 hasta 2007, asume la presidencia del Sestao River y trae consigo a José Luis Ribera como entrenador. Tras una campaña 2012/13 decepcionante, finalizada en decimosegunda posición, Ángel Viadero coge las riendas del equipo y en la temporada 2013/14 finaliza campeón del Grupo II de la Segunda División B y consigue clasificar al Sestao River para disputar la Promoción de ascenso a Segunda División de España 2013/14 a través de la Ruta de los campeones. En Semifinales se enfrenta al Albacete Balompié, empatando 3-3 en la ida en Las Llanas y volviendo a empatar 2-2 en la vuelta en el Estadio Carlos Belmonte, cayendo así a la Ruta de los no campeones por el valor doble de los goles fuera de casa a favor del Albacete.
En la Ruta de los no campeones, el Sestao River Club se enfrenta al Club Gimnàstic de Tarragona en cuartos de final. En el Nou Estadi el partido de ida termina con resultado de 1-1, mientras en el Las Llanas el Nastic vence por 1-2 y elimina definitivamente al River.
Con motivo de las elecciones a la presidencia del club, Ángel Castro presenta su candidatura, Sestao Bihotzean, el 11 de mayo. Como es el único candidato que lo hace, y continuando con el testigo de Martxi ya que formaba parte de su junta directiva, Castro es nombrado Presidente del Sestao River el jueves 14 de mayo.
En cuanto a los resultados deportivos de la temporada 2014/15, un Sestao River con una cara visiblemente renovada con respecto a la exitosa temporada anterior (solo seis jugadores siguieron, dos de ellos porteros) comienza bien el año, ocupando las plazas altas de la clasificación e incluso el liderato en el mes de noviembre. Sin embargo, los resultados no tienen la continuidad esperada y el River termina la primera vuelta en mitad de tabla, en 10.ª posición, a 4 puntos de los puestos de playoff y 5 por encima de los de descenso. La segunda vuelta también es bastante irregular y el Sestao River combina buenas actuaciones y victorias con derrotas decepcionantes. Finalmente, consigue la salvación matemática a cuatro jornadas del final y finaliza la temporada en 13.ª posición con 50 puntos.
En la Copa del Rey, competición que disputó gracias a la Liga de Segunda B conquistada en la temporada anterior, fue eliminado por la SD Leioa en Primera Ronda tras perder 1-0 en Sarriena.
Con el cambio de Presidente y directiva, ésta comunicó a Ángel Viadero que no contaba con él para la temporada 2015/16. Su puesto lo cogería Félix Sarriugarte, presentado en Las Llanas el 20 de mayo.

### Centenario y descenso a Tercera División (2016-2017)
Dado que el Sestao Sport se fundó en 1916, y pese a que el Sestao River lo hizo en 1996 refundándolo, la temporada 2015/16 se caracteriza por las celebraciones del centenario del club sestaoarra. Por ello, el club verdinegro realiza una importante inversión en el mercado de fichajes para intentar repetir lo conseguido dos temporadas atrás y luchar por los puestos de arriba.
El 7 de octubre, tras tan solo 7 partidos disputados, con 8 puntos conseguidos y con el equipo clasificado 12.º, Félix Sarriugarte presenta su dimisión alegando motivos personales. Le sustituye provisionalmente su ayudante y preparador físico, Jesús Pinedo, hasta que el club anuncia la incorporación de Jon González, hasta entonces entrenador del Retuerto Sport, para formar tándem con él. El conjunto verdinegro finaliza la primera vuelta en 8.ª posición con 25 puntos y un balance de 5 victorias, 10 empates, 4 derrotas, 12 goles a favor y 10 en contra.
En el mercado de invierno, los verdinegros se refuerzan con las incorporaciones de Jon Agirrezabala, quien llega cedido del Bilbao Athletic hasta final de temporada y ocupa la posición de lateral derecho, y Gaizka Martínez, joven defensa central procedente del C.D. Getxo que recala en las filas del Sestao River tras la lesión hasta final de temporada de Nacho Neira en campo del C.F. Talavera de la Reina el 24 de enero de 2016.
Los verdinegros finalizan la temporada 2015/16 en 6.ª posición y con 60 puntos en su casillero, fruto de 15 victorias, 15 empates y 8 derrotas, 38 goles a favor y 29 en contra. Una sexta plaza, además, que les da acceso a la próxima edición de la Copa del Rey, ya que el Real Madrid Castilla como filial no puede disputarla.
El 17 de febrero de 2016, el Sestao River celebra una emotiva gala de presentación de su centenario en la Escuela de Música de Sestao bajo el lema '100 urte zurekin'. En ella homenajean a exjugadores, exentrenadores y expresidentes del club, presentan los nuevos uniformes conmemorativos, así como el escudo y el himno del Centenario, contando con la actuación del Orfeón de Sestao como colofón final de la gala interpretando el himno del club verdinegro.
Además de todo ello, el club anuncia las actividades que realizará a lo largo del año 2016, como una charla con exjugadores y exentrenadores, el I Torneo Internacional Juvenil disputado a finales de verano en el Municipal de Las Llanas con la participación del Atlético de Madrid, Rayo Vallecano, Athletic Club, Real Sociedad, Aviron Bayonnais y el juvenil del club sestaoarra, la disputa de un partido amistoso conmemorativo en Las Llanas contra el Athletic Club con victoria rojiblanca por 0-4 o la organización, hacia finales de año, de una exposición titulada '100 años del Sestao'.
Tras una buena temporada, la directiva decide renovar a Jon González. Txus Pinedo e Isusko Etxebarria no renuevan con el club y en su lugar llegan Xanti Pérez y Sergio Fernández, dos hombres de confianza del entrenador sestaoarra. Fueron presentados el 25 de mayo del 2016 en el campo municipal de Las Llanas.

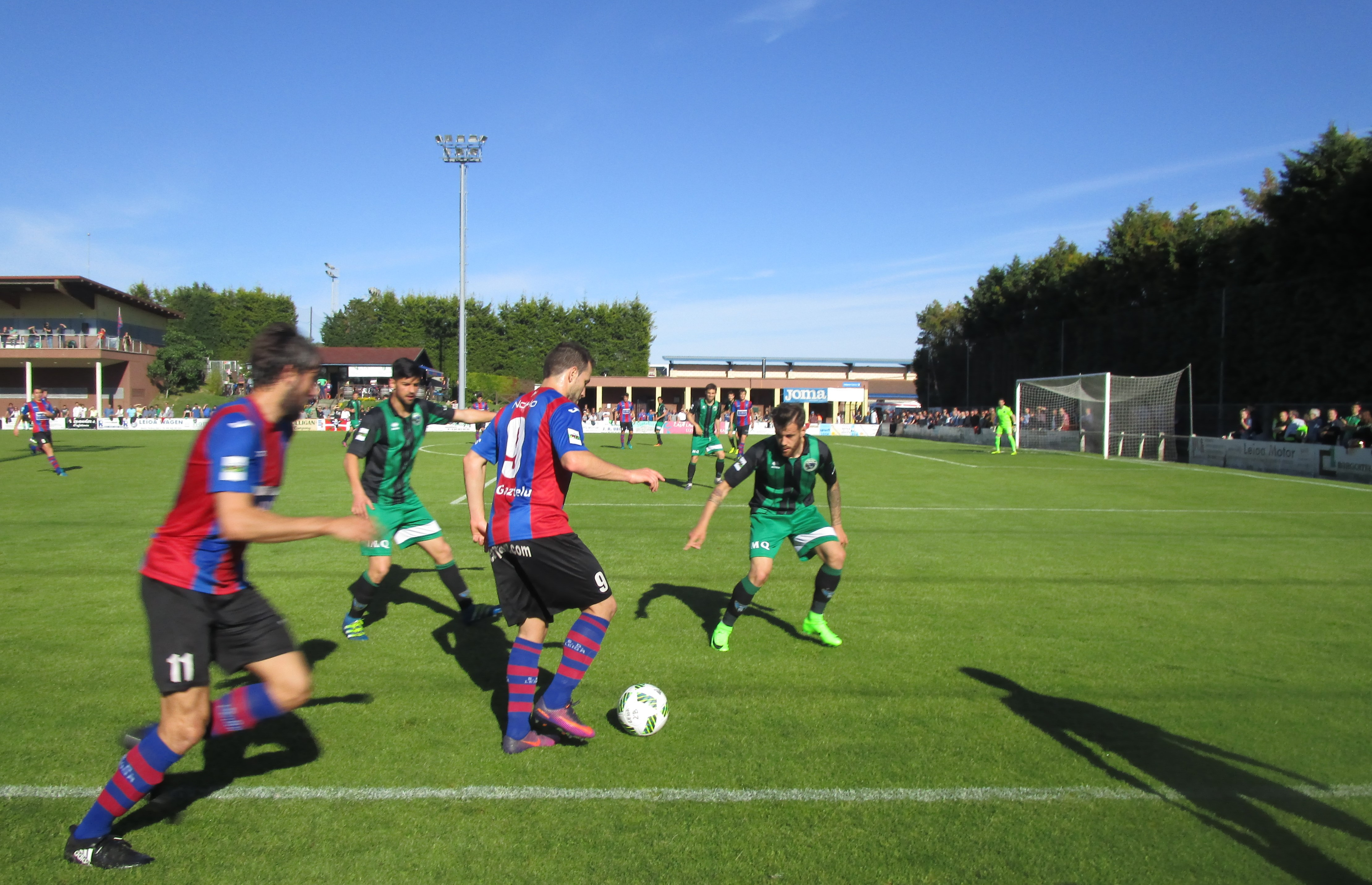
Ante la S D Leioa, en mayo de 2017.

En lo deportivo, la Copa del Rey no depara demasiada suerte para los verdinegros. El 31 de agosto el Sestao River disputa la Primera ronda contra la UD Villa de Santa Brígida en el Municipal de Las Llanas, venciendo por 4-2 tras ir 0-2 por detrás al descanso. El 7 de septiembre, en Segunda ronda, se enfrenta al CD Guijuelo como visitante, cayendo por 1-0 y viendo así truncados sus sueños coperos. En Liga, y tras un mal comienzo con tan solo 9 puntos en 14 jornadas fruto de una victoria y seis empates, la directiva verdinegra decide destituir a Jon González como entrenador del Sestao River, sustituyéndole Pablo Turrillas, hasta ese momento entrenador del Lagun Onak de Tercera División. El entrenador guipuzcoano no consigue mejorar los resultados de su predecesor en el banquillo y el descenso a Tercera División se termina confirmando de forma matemática en la jornada 36. El Sestao River termina esta fatídica temporada en el 19.º puesto con 37 puntos fruto de 8 victorias, 13 empates y 17 derrotas, 28 goles a favor y 46 en contra. Pese a los resultados, el club anuncia su renovación para la temporada 2017/18.

### Trayectoria, presidentes y entrenadores del club
| Temporada | Categoría                            | Presidente              | Entrenador                                   | Posición              | Copa del Rey |
| --------- | ------------------------------------ | ----------------------- | -------------------------------------------- | --------------------- | ------------ |
| 1996/97   | 2.ª Regional                         | Luis María Boada        | Melchor Maixi                                | 1.º                   | No participó |
| 1997/98   | 1.ª Regional                         | Luis María Boada        | Melchor Maixi                                | 1.º                   | No participó |
| 1998/99   | División de Honor                    | Luis María Boada        | Iñaki Zurimendi                              | 1.º                   | No participó |
| 1999/00   | 3.ª División (Grupo IV)              | Luis María Boada        | Iñaki Zurimendi                              | 6.º                   | No participó |
| 2000/01   | 3.ª División (Grupo IV)              | Luis María Boada        | Iñaki Zurimendi                              | 3.º                   | No participó |
| 2001/02   | 3.ª División (Grupo IV)              | Luis María Boada        | Iñaki Zurimendi                              | 2.º                   | No participó |
| 2002/03   | 3.ª División (Grupo IV)              | Luis María Boada        | Juan María Sañudo                            | 8.º                   | No participó |
| 2003/04   | 3.ª División (Grupo IV)              | José Carlos Garaizar    | Carlos Pouso                                 | 1.º                   | No participó |
| 2004/05   | 2.ª División B (Grupo II)            | José Carlos Garaizar    | Carlos Pouso                                 | 19.º                  | Ronda Previa |
| 2005-06   | 3.ª División (Grupo IV)              | José Carlos Garaizar    | Carlos Pouso                                 | 1.º                   | No participó |
| 2006-07   | 2.ª División B (Grupo II)            | José Carlos Garaizar    | Carlos Pouso                                 | 5.º                   | 1.ª Ronda    |
| 2007-08   | 2.ª División B (Grupo II)            | José Carlos Garaizar    | Carlos Pouso                                 | 10.º                  | 1.ª Ronda    |
| 2008-09   | 2.ª División B (Grupo I)             | José Carlos Garaizar    | Iñaki Zurimendi (Cesado) Alfonso del Barrio  | 15.º                  | No participó |
| 2009-10   | 2.ª División B (Grupo II)            | José Carlos Garaizar    | Alfonso del Barrio                           | 17.º                  | No participó |
| 2010/11   | 3.ª División (Grupo IV)              | José Carlos Garaizar    | Carlos Docando                               | 3.º                   | No participó |
| 2011-12   | 2.ª División B (Grupo II)            | Pedro María Mansilla    | Alfonso Barasoain (Dimite) Félix Sarriugarte | 10.º                  | No participó |
| 2012-13   | 2.ª División B (Grupo II)            | Alberto Lozano "Martxi" | José Luis Ribera                             | 12.º                  | No participó |
| 2013-14   | 2.ª División B (Grupo II)            | Alberto Lozano "Martxi" | Ángel Viadero                                | 1.º                   | No participó |
| 2014-15   | 2.ª División B (Grupo II)            | Alberto Lozano "Martxi" | Ángel Viadero                                | 13.º                  | 1.ª Ronda    |
| 2015-16   | 2.ª División B (Grupo II)            | Ángel Castro            | Félix Sarriugarte (Dimite) Jon González      | 6.º                   | No participó |
| 2016-17   | 2.ª División B (Grupo II)            | Ángel Castro            | Jon González (Cesado) Pablo Turrillas        | 19.º                  | 2.ª ronda    |
| 2017-18   | 3.ª División (Grupo IV)              | Ángel Castro            | Pablo Turrillas (Dimite) Ibon Etxebarrieta   | 4.º                   | No participó |
| 2018-19   | 3.ª División (Grupo IV)              | Ángel Castro            | Ibon Etxebarrieta                            | 2.º                   | No participó |
| 2019-20   | 3.ª División (Grupo IV)              | Ángel Castro            | Ibon Etxebarrieta                            | 2.º                   | 2.ª ronda    |
| 2020-21   | 3.ª División (Grupo IV → Subgrupo A) | Ángel Castro            | Iñaki Pola (Cesado) Igor Oca                 | 3.º                   | 1.ª Ronda    |
| 2021-22   | 2.ª RFEF (Grupo II)                  | Ángel Castro            | Aitor Calle                                  | 2.º                   | No participó |
| 2022-23   | 2.ª RFEF (Grupo II)                  | Ángel Castro            | Aitor Calle                                  | 1.º                   | 2.ª ronda    |
| 2023-24   | 1.ª RFEF (Grupo I)                   | Ángel Castro            | Aitor Calle                                  | 17.º (en competición) | -            |

```
LEYENDA

 :Ascenso de categoría

 :Descenso de categoría

 :Descenso administrativo
```

### Resumen estadístico
Nota: En negrita competiciones activas.
| Competición                  | P.J. | Puntos | P.G. | P.E. | P.P. | G.F.  | G.C. | D.G.  | Mejor resultado |
| ---------------------------- | ---- | ------ | ---- | ---- | ---- | ----- | ---- | ----- | --------------- |
|                              |      |        |      |      |      |       |      |       |                 |
| Segunda división B           | 418  | 551    | 141  | 131  | 146  | 438   | 449  | - 9   | Campeón (1)     |
| Tercera división             | 370  | 702    | 202  | 96   | 72   | 578   | 270  | + 308 | Campeón (2)     |
| Campeonato de España de Copa | 10   | 7      | 2    | 1    | 7    | 6     | 15   | - 9   |                 |
| Total                        | 798  | 1.260  | 345  | 228  | 225  | 1.022 | 734  | + 288 | 3 Títulos       |

- Actualizado hasta la temporada 2019/20 (liga) y 2020/21 (copa del rey)
- A partir de la temporada 1995-96 las victorias valen 3 puntos.[22]

## Uniforme

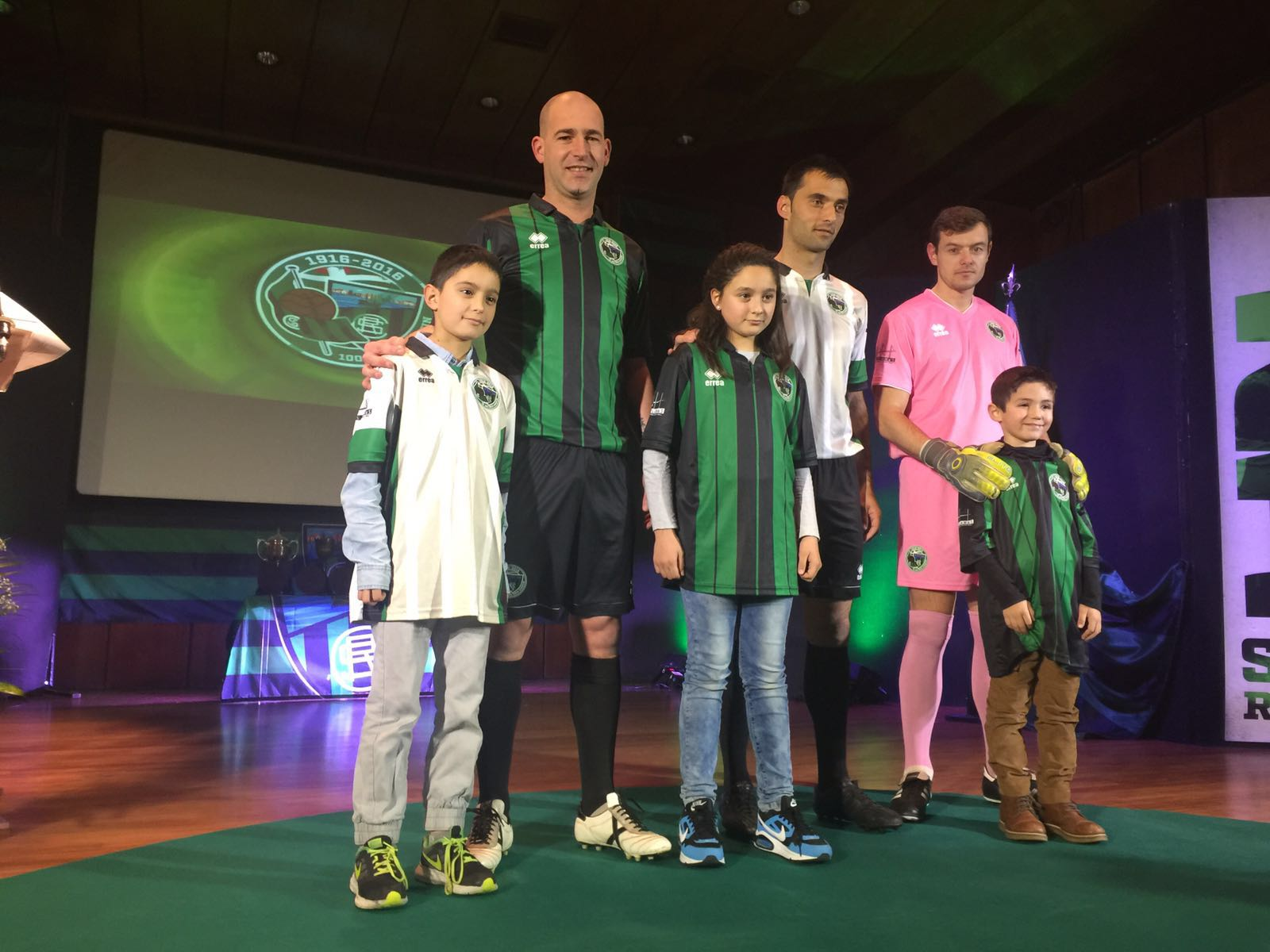
Jito Silvestre, Fernando Cabero y Raúl Domínguez posan con las camisetas del centenario del Sestao River Club.

Históricamente, el Sestao River Club siempre ha vestido de verdinegro en su uniforme titular, colores representativos del club y del municipio de Sestao.
Con motivo del Centenario del club, el Sestao River, fundado en 1996, presenta dos nuevas camisetas para el año 2016.
- Uniforme titular: camiseta verdinegra con una franja vertical negra central y dos franjas verticales verdes a sus lados, ambas con una raya más estrecha de color alternativo en su interior, pantalón negro y medias negras. El Sestao River ha utilizado las camisetas a rayas verdes y negras desde su fundación, continuando la tradición del Sestao Sport.

- Uniforme alternativo: camiseta a franjas verticales blancas y color hueso con detalles verdinegros en las mangas y el cuello, pantalón negro y medias negras.
- Tercer uniforme: camiseta negra con una franja vertical de color verde flúor difuminada cruzando por el centro de la misma, pantalón y medias verde flúor.

En ambas equipaciones, con motivo del Centenario del club, aparece el escudo especial confeccionado para la cita, así como el logo del campo municipal de Las Llanas en la manga derecha y otro del propio Centenario en la izquierda.

## Instalaciones

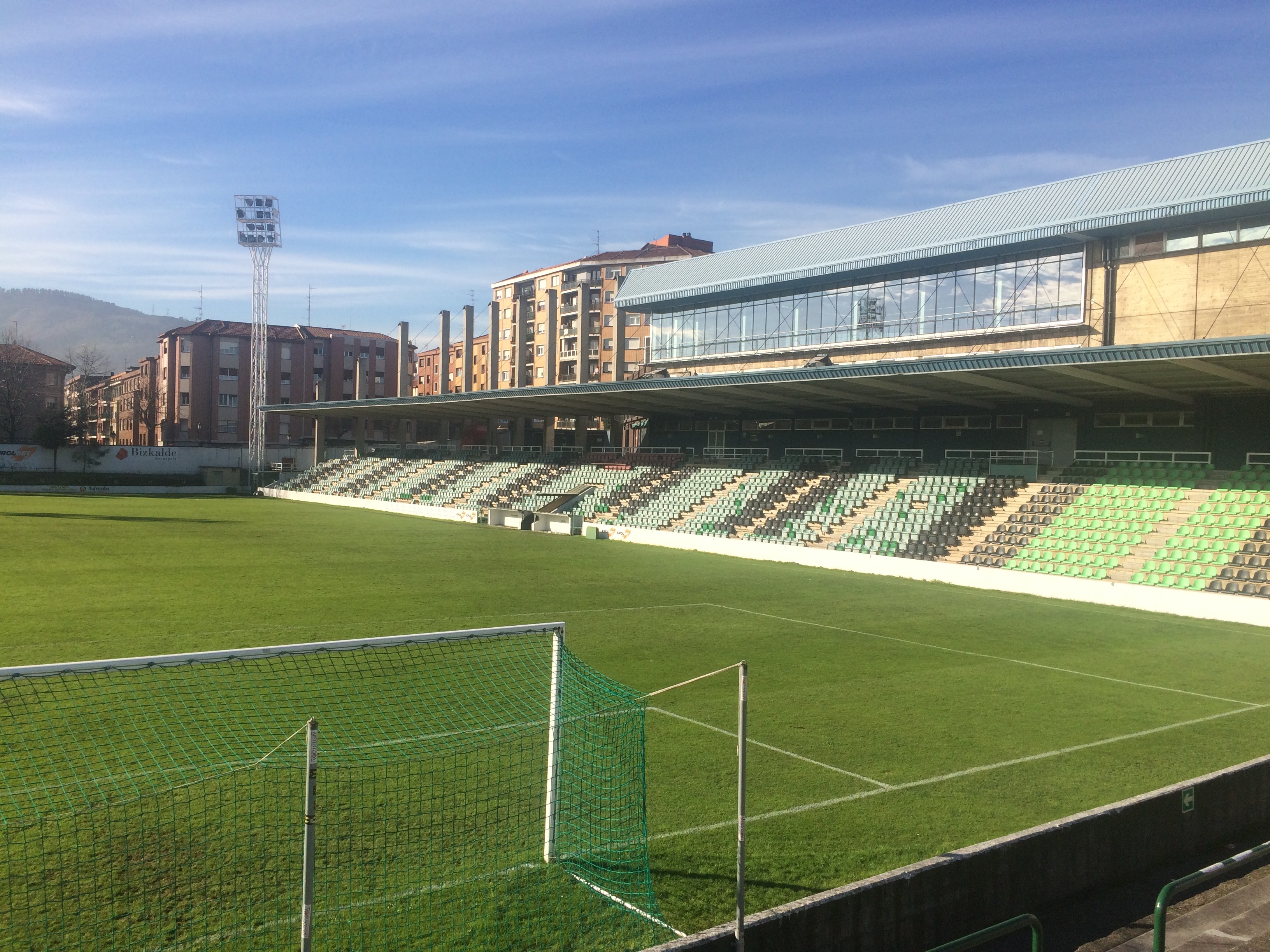
Tribuna principal del campo municipal de Las Llanas en 2016

### Campo municipal de Las Llanas
El Sestao River juega sus partidos como local en el campo municipal de Las Llanas (Alameda Las Llanas, 10, Sestao). Su aforo es de 4.367 espectadores y las dimensiones del terreno de juego, 102 x 64 metros.
Fue inaugurado en 1923, en un partido entre el Sestao Sport y la Sociedad Deportiva Kaiku (entonces filial del club y hoy reconvertido en club de remo).
Hasta 1956 su propietario era una familia sestaoarra; ese año, por problemas entre la familia y el Sestao Sport, el Ayuntamiento se declaró a favor del equipo verdinegro y expropió el campo, convirtiéndolo así en estadio de carácter municipal, de forma que es compartido por el Sestao River y la Sociedad Deportiva San Pedro.
El 19 de septiembre de 2014 se anuncia que Las Llanas será la sede de entrenamientos de una de las selecciones participantes en la Eurocopa 2020 gracias al acuerdo logrado entre el Ayuntamiento de Sestao y la sociedad Bilbao Ekintza.

### Instalaciones Deportivas Municipales de Galindo
Estas instalaciones, situadas en la calle Vía Galindo de Sestao, cuentan con un campo de hierba natural (102 x 63 metros) y otro de hierba artificial de tercera generación (101 x 61 metros), además de una zona de cuatro vestuarios para equipos y uno para árbitros. Durante las semanas de preparación de los partidos, el Sestao River suele entrenar allí, donde también lo hacen todos los equipos del fútbol base del club y juegan como local en sus respectivas categorías.
Ambos campos cuentan con iluminación y una pequeña tribuna cubierta a lo largo de una de las bandas del terreno de juego.
Al ser de carácter municipal, las instalaciones son compartidas con los otros clubes de fútbol de Sestao, la Sociedad Deportiva San Pedro, cuyos equipos de fútbol base también entrenan y juegan allí, y el Peña Athletic Sestaotarra femenino, cuyo sénior y equipo de base también lo hacen.

## Datos del club
- Socios: 1.400 (Temporada 2021/2022)
- Presupuesto: 850.000 € (Temporada 2022/2023)
- Presidente: Ángel María Castro Batalla
- Entrenador: Aitor Calle
- Director Deportivo: Carlos Lasheras
- Temporadas en Segunda Federación: 2 (actualidad)
- Temporadas en Segunda División B: 11
- Temporadas en Tercera División: 11
- Temporadas en Copa: 8 (actualidad)
- Temporadas en División de Honor: 1
- Temporadas en Regional: 2

- Patrocinadores principales: Renault Autonervión, Finetwork, Miramar Gunitados, Bricomart, Marqués de Vitoria, GreenKw.
- Marca deportiva: Joma

## Palmarés
| Competición              | Títulos            | Subcampeonatos |
| ------------------------ | ------------------ | -------------- |
| Segunda División B (1/0) | 2013/14.           |                |
| Tercera División (2/0)   | 2003/04 y 2005/06. |                |
| División de Honor (1/0)  | 1998/99.           |                |

| Títulos oficiales | Nacionales        | Nacionales | Nacionales | Nacionales | Nacionales | Nacionales | Total |  |   |
| ----------------- | ----------------- | ---------- | ---------- | ---------- | ---------- | ---------- | ----- |  | - |
| Títulos oficiales | Sestao River Club |            |            | 1          | 2          |            | Total |  | 3 |

## Organigrama deportivo

### Plantilla y cuerpo técnico 2024-2025
- En 1.ª y 2.ª desde la temporada 1995-96 los jugadores con dorsales superiores al 25 son, a todos los efectos, jugadores del filial y como tales, podrán compaginar partidos con el primer y segundo equipo. Como exigen las normas de la LFP, los jugadores de la primera plantilla deberán llevar los dorsales del 1 al 25. Del 26 en adelante serán jugadores del equipo filial.
- Como exigen las normas de la RFEF desde la temporada 2019-20 en 2.ªB y desde la 2020-21 para 3.ª, los jugadores de la primera plantilla deberán llevar los dorsales del 1 al 22, reservándose los números 1 y 13 para los porteros y el 25 para un eventual tercer portero. Los dorsales 23, 24 y del 26 en adelante serán para los futbolistas del filial, y también serán fijos y nominales.
- Un canterano debe permanecer al menos tres años en edad formativa en el club (15-21 años) para ser considerado como tal.[24][25] Un jugador de formación es un jugador extranjero formado en el país de su actual equipo entre los 15 y 21 años (Normativa UEFA).
- Según normativa UEFA, cada club solo puede tener en plantilla un máximo de tres jugadores extracomunitarios que ocupen plaza de extranjero. La lista incluye solo la principal nacionalidad de cada jugador. Algunos de los jugadores no europeos tienen doble nacionalidad de algún país de la UE:

Leyenda
- Canterano:
- Pasaporte europeo:
- Extracomunitario sin restricción:
- Extracomunitario:
- Formación:
- Cedido al club:
- Cedido a otro club:

### Altas y bajas
| Jugador                    | Posición       | Procedencia                | Condición |
| -------------------------- | -------------- | -------------------------- | --------- |
| Marcos Bustillo            | Centrocampista | Rayo Cantabria             | Libre     |
| Adrián Miranda             | Defensa        | Cádiz CF Mirandilla        | Cesión    |
| Carlos Cordero             | Defensa        | CD Badajoz                 | Libre     |
| Diego Aznar                | Delantero      | SD Huesca                  | Cesión    |
| Joseda Álvarez             | Defensa        | Deportivo Alavés           | Cesión    |
| Alfred Planas              | Delantero      | Unionistas de Salamanca CF | Libre     |
| Ion Etxaniz                | Delantero      | Unionistas de Salamanca CF | Libre     |
| Diego Almeida              | Defensa        | Columbus Crew              | Libre     |
| Asier Córdoba              | Delantero      | Real Unión                 | Libre     |
| Sergi García               | Centrocampista | Rayo Majadahonda           | Libre     |
| Carlos Blanco              | Defensa        | San Fernando CDI           | Libre     |
| Rafa Gálvez                | Defensa        | CF Intercity               | Libre     |
| Javier Garrido             | Portero        | CD Leganés                 | Cesión    |
| Adrián Gómez               | Centrocampista | Unionistas de Salamanca CF | Libre     |
| Erlantz Palacín            | Defensa        | Bilbao Athletic            | Cesión    |
| Iago Herrerín              | Portero        | AEK Larnaca                | Libre     |
| Miguel Barandalla          | Defensa        | Bilbao Athletic            | Cesión    |
| Anton Efremov              | Defensa        | Villarreal CF "B"          | Libre     |
| Altas Invierno 2024-25     |                |                            |           |
| José María Relucio, "Relu" | Centrocampista | Yeclano Deportivo          | Libre     |
| Jon Rojo                   | Defensa        | CD Alcoyano                | Libre     |
| Gaizka Martínez            | Centrocampista | Lee Man FC                 | Libre     |
| Papa Matar Diop            | Centrocampista | African Football Academy   | Libre     |
| Jairo Samperio             | Centrocampista | Mezőkövesd-Zsóry SE        | Libre     |

| Jugador                | Posición       | Destino               | Condición     |
| ---------------------- | -------------- | --------------------- | ------------- |
| Pere Joan García Bauzà | Portero        | RCD Mallorca "B"      | Fin de cesión |
| Álex Carbonell         | Defensa        | Real Sociedad "B"     | Fin de cesión |
| Mario Camero           | Defensa        | Real Madrid "C"       | Fin de cesión |
| Diego Mirapeix         | Defensa        | Racing de Santander   | Fin de cesión |
| Ibai Sanz              | Delantero      | Bilbao Athletic       | Fin de cesión |
| Jon Guruzeta           | Centrocampista | SD Eibar              | Libre         |
| Jon Ander "Dopi"       | Delantero      | SCR Peña Deportiva    | Libre         |
| "Kaxe" Aizpuru         | Delantero      | SD Amorebieta         | Libre         |
| Sergi Puig             | Portero        | Girona FC "B"         | Libre         |
| Unai Ruiz-Zeberio      | Portero        | Sin equipo            | Libre         |
| Roberto Corral         | Defensa        | UE Santa Coloma       | Libre         |
| Álvaro Gete            | Centrocampista | Real Avilés           | Libre         |
| Armando Corbalán       | Defensa        | UD Melilla            | Libre         |
| Josu Ozkoidi           | Centrocampista | Sin equipo            | Libre         |
| Julen Azkue            | Centrocampista | Sin equipo            | Libre         |
| Álvaro Mateo           | Defensa        | UD Logroñés           | Libre         |
| Aitor Aranzabe         | Centrocampista | Real Unión            | Libre         |
| Antxon Jaso            | Defensa        | Real Murcia           | Libre         |
| Kepa Uriarte           | Centrocampista | Barakaldo CF          | Libre         |
| Gaizka Martínez        | Centrocampista | Lee Man FC            | Libre         |
| Jon Cabo               | Delantero      | CD Lugo               | Libre         |
| Diego Almeida          | Defensa        | AE Prat               | Libre         |
| Asier del Río          | Centrocampista | SD Leioa              | Cesión        |
| Bajas Enero 2024-25    |                |                       |               |
| Rafa Gálvez            | Defensa        | Recreativo de Huelva  | Traspaso      |
| Carlos Cordero         | Defensa        | C.D. Extremadura 1924 | Libre         |
| Carlos Blanco          | Defensa        | CD Alcoyano           | Libre         |

## Administración

### Junta directiva
La junta directiva actual está formada por los siguientes miembros:
| Cargo                 | Nombre        |
| --------------------- | ------------- |
| Presidente            | Ángel Castro  |
| Vicepresidente        | Mario Payesa  |
| Secretario y portavoz | Javier Alonso |
| Junta                 |               |
| Javier Gorjón (Vocal) |               |
| José Costa (Vocal)    |               |
| Luis Uña (Vocal)      |               |
| Rafael Guadix (Vocal) |               |
| Javier Ochoa (Vocal)  |               |

## Categorías inferiores
El Sestao River cuenta actualmente con 19 equipos de fútbol siete y fútbol once repartidos en las diferentes categorías del fútbol vizcaíno y vasco, con más de 300 jugadores en total. Además, en el año 2018 apostaron por el fútbol femenino creando el Sestao River Neskak.
| Equipo        | Categoría                   |
| ------------- | --------------------------- |
| Femenino      | Liga Vasca                  |
| Juvenil A     | División de Honor (Grupo 1) |
| Juvenil B     | 1.ª División (Grupo 1)      |
| Cadete A      | Liga Vasca                  |
| Cadete B      | 1.ª División (Grupo 1)      |
| Cadete C      | 2.ª División (Grupo 2)      |
| Infantil 03-A | Liga A (Grupo 1)            |
| Infantil 03-B | Liga R 2.º Año (Grupo 2)    |
| Infantil 04-A | Liga A (Grupo 5)            |
| Infantil 04-B | Liga R 1.er Año (Grupo 1)   |
| Alevín 05-A   | Liga A (Grupo 3)            |
| Alevín 05-B   | Liga R (Grupo 2)            |
| Alevín 06-A   | Liga B (Grupo 14)           |
| Alevín 06-B   | Liga A (Grupo 7)            |
| Benjamín 07-A | Liga B (Grupo 3)            |
| Benjamín 07-B | Liga A (Grupo 5)            |
| Benjamín 08-A | Liga B (Grupo 13)           |
| Benjamín 08-B | Liga A (Grupo 7)            |
| Prebenjamín A | -                           |
| Prebenjamín B | -                           |

## Himno oficial
Interpretado por el Orfeón de Sestao y el grupo de rock sestaoarra "Los Whitos".
En Sestao hay un equipo
con afición y solera,
donde salen jugadores
y estos todos de primera.
Es el pueblo más famoso
por su fútbol y alegría,
con un Kaiku y Orfeón
cuando canta luce el día.
Sestao, Sestao, Sestao,
te venimos a animar
los del corte de la ría
que junto a tu lado están.
Sestao, Sestao, Sestao,
no desmayes por favor
que cantando muy unidos
tú serás el campeón.
En los encuentros de fuera
si no ganas el partido,
das ejemplo en el deporte
como si hubieras vencido.
Tus colores verde y negro
son emblema de Sestao,
es de Vizcaya el equipo
muy cerquita de Bilbao.
Sestao, Sestao, Sestao,
te venimos a animar
los del corte de la ría
que junto a tu lado están.
Sestao, Sestao, Sestao,
no desmayes por favor
que cantando muy unidos
tú serás el campeón.
¡¡AUPA SESTAO!!
Enlace para descargar legalmente el himno del Sestao River Club  "(versión Los Whitos)"